# 若翰·布雷迪
若翰·布雷迪（英語：Seán Baptist Brady；1939年8月16日—）是天主教会愛爾蘭籍枢机及阿马总教区荣休总主教。

## 生平
布雷迪于爱尔兰卡文郡出生，1964年2月22日晋铎，1995年2月19日晋牧。他於1996年起担任天主教阿马总教区总主教、全爱尔兰首席主教。教宗本笃十六世於2007年11月24日將他册封为枢机。他於2014年9月8日榮休。

## 牧徽

若翰·布雷迪枢机牧徽